# Sepia madokai
Sepia madokai е вид главоного от семейство Sepiidae.

## Разпространение и местообитание
Видът е разпространен във Виетнам, Китай (Гуандун, Гуанси, Джъдзян, Фудзиен, Хайнан и Шанхай), Провинции в КНР, Тайван, Южна Корея и Япония (Кюшу, Рюкю, Хоншу и Шикоку).
Обитава крайбрежията на морета и заливи.